# 叠氮甲烷
叠氮甲烷（CH3N3）是烷基叠氮化物的一种，它们都属于叠氮酸的共价型衍生物。叠氮甲烷是一种直线型分子。根据共振式，中间的氮原子的两对成键电子显然是直线形排列的，但与甲基相连的氮原子却有三对孤对电子：H3C-N=N+=N- ⇔ H3C-N--N+≡N 。
它可以由叠氮化钠的甲基化反应制得。该物质最早于1905年制得。
它以如下的一级反应分解：CH3N3 → CH3N + N2。
无生源论认为，叠氮甲烷可能是在星际冰中由高能银河宇宙射线和光子合成分子的前体之一。

## 安全措施
叠氮甲烷在常温时稳定但加热时可能爆炸。  汞的存在将增加它对震动和火花的敏感度。它与丙二酸二甲酯、甲醇钠、汞、甲醇、叠氮化钠、硫酸二甲酯、氢氧化钠、叠氮酸不能共存。加热分解时产生有毒的氮氧化物气体。它可以在-80℃的黑暗中无限期储存。